# Saint-Luc-de-Bellechasse
Saint-Luc-de-Bellechasse är en kommun i provinsen Québec i Kanada. Den ligger i regionen Chaudière-Appalaches, i den sydöstra delen av landet, 400 km öster om huvudstaden Ottawa.